# Robert E. Hunter
Pour les articles homonymes, voir Robert Hunter.
Robert E. Hunter est conseiller principal à la RAND Corporation et a été ambassadeur des États-Unis auprès de l'OTAN de 1993 à 1998.
Il est également membre du comité international de parrainage de la revue Politique américaine.